# Hydroporus edenianus
Hydroporus edenianus is een keversoort uit de familie waterroofkevers (Dytiscidae). De wetenschappelijke naam van de soort is voor het eerst geldig gepubliceerd in 1926 door Pierre Lesne.